# Limnephilus asiaticus
Limnephilus asiaticus är en nattsländeart som först beskrevs av Mclachlan 1874.  Limnephilus asiaticus ingår i släktet Limnephilus och familjen husmasknattsländor. Inga underarter finns listade i Catalogue of Life.